# Charles Erskine of Kellie

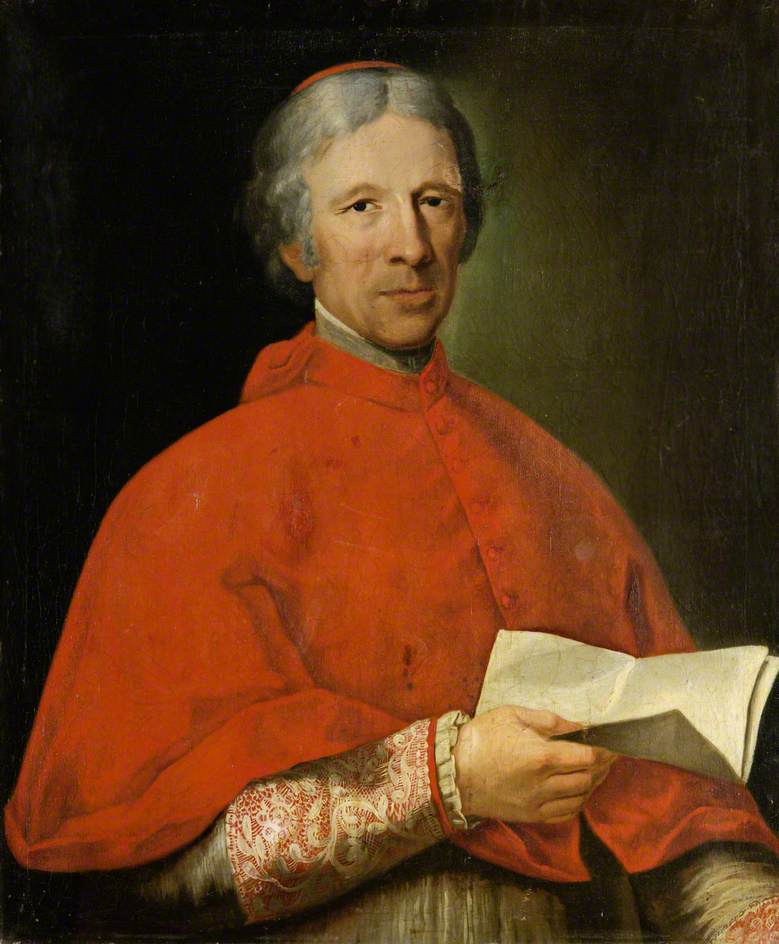
Kardinal Charles Erskine of Kellie

Charles Erskine of Kellie (* 13. Februar 1739 in Rom; † 20. März 1811 in Paris) war ein italo-schottischer Kurienkardinal der Römisch-katholischen Kirche.

## Leben
Er entstammte einer Nebenlinie des schottischen Clan Erskine und war der Sohn des Colin Erskine aus dessen Ehe mit der italienischen Adligen Agatha Gigli aus Anagni. Sein Vater war der jüngste Sohn des Sir Alexander Erskine, 2. Baronet (1663–1727) und Ururenkel des Thomas Erskine, 1. Earl of Kellie. Nach dem Besuch des schottischen Kollegs in Rom besuchte Erskine von 1748 bis 1753 die ebenfalls in Rom ansässige Universität La Sapienza, an der er 1770 das Doktorat in Staatsrecht erlangte.
Zunächst als Laie an der Kurie tätig, ernannte ihn Papst Pius VI. 1782 zum Päpstlichen Hausprälaten, Kanoniker der Petersbasilika, päpstlichen Pro-Auditor und Promotor der Glaubenskongregation. Bereits 1783 stieg er zum Dekan der Konsistorialanwälte auf. Nachdem er am 28. August 1783 die Subdiakonatsweihe empfangen hatte, entsandte ihn der Papst im Oktober 1793 als Legaten nach England, wo er über vorzügliche Verbindungen zum Königshof und den verschiedenen Ministerien verfügte. Hier war er als Auditor des Papstes tätig und sollte die schwierige Situation der englischen Katholiken erleichtern. Am 23. Februar 1801 von Papst Pius VII. zum Kardinal in pectore berufen, kehrte Erskine noch im selben Jahr nach Rom zurück. Nachdem sein Name als Kardinal am 17. Januar 1803 veröffentlicht worden war, erhielt er am 20. Januar 1803 den Kardinalshut und am 28. März 1803 wurde ihm als Kardinaldiakon die Titeldiakonie Santa Maria in Campitelli zugewiesen. Nachdem er am 22. Januar 1804 die Diakonenweihe empfangen hatte, wurde er zum Protektor Schottlands und am 14. September 1808 zum Pro-Präfekten der Kongregation für die päpstlichen Breven bestellt. Als die Franzosen die Stadt Rom besetzten, befand sich Erskine mit dem Papst im Quirinalspalast unter Hausarrest. Obwohl er bei schlechter Gesundheit war, befahl ihn Napoleon 1809 nach Paris, wohin er am 2. Januar 1810 von Rom aus abreiste. Hier wurde er zwar Zeuge der Zivilehe des Kaisers, wohnte jedoch der kirchlichen Trauung am Folgetag nicht bei.
Sein Grab befindet sich heute in der Kirche Sainte-Geneviève zu Paris, dem heutigen Pantheon.